# Carl Friedrich von Weizsäcker
Carl Friedrich Freiherr von Weizsäcker (28 de juny de 1912, Kiel, Alemanya - 28 d'abril de 2007, Starnberg, Alemanya) va ser un físic i filòsof alemany.

## Biografia
Va néixer el 28 de juny de 1912 a Kiel, Alemanya. Primer dels dos fills d'Ernst Freiherr von Weizsäcker i Marianne von Weizsäcker. El seu pare, diplomàtic alemany i secretari d'Estat en el Ministeri de Relacions Exteriors durant la Segona Guerra Mundial, va morir el 1951. El seu germà, Richard Freiherr von Weizsäcker, va ser president de l'República Federal d'Alemanya (1984-1994).
Entre el 1929 i el 1933 Weizsäcker va estudiar física, astronomia i matemàtiques a Berlín, Gotinga i Leipzig. Entre els seus mestres van estar Werner Heisenberg i Niels Bohr. Del 1933 al 1936 va realitzar les seves recerques en els instituts de Química i Física primer a Leipzig i després a la Kaiser-Wilhelm de Berlín. Va estudiar les energies d'unió de nuclis atòmics en l'àmbit de la microfísica (Bethe-Weizsäcker-Formel, Tröpfchenmodell, 1935) i va investigar els processos de generació d'energia nuclear a l'interior dels estels (Bethe-Weizsäcker-Zyklus, 1937/1938).
El 1942 va ser triat professor de Física Teòrica a Estrasburg. Va romandre en aquesta posició fins al 1945. Un any més tard es va convertir en cap del departament a l'Institut Max-Planck de Física a Alemanya. En aquest any va presentar una teoria de l'origen del sistema planetari.
Entre el 1957 i el 1969 va ensenyar filosofia a Hamburg. Durant aquest temps va publicar sobre l'origen dels estels (1959) i va publicar el seu Weltformel el 1966. Va ser nomenat Professor Gifford de la Universitat de Glasgow entre el 1959 i el 1961. La seva primera sèrie de conferències pronunciades durant el curs 1959-1960 es va publicar com un llibre, The Relevance of Science. Creation and Cosmogony (La importància de la ciència. Creació i Cosmogonia) el 1964.
En la dècada de 1950 Weizsäcker va investigar sobre la responsabilitat que té el científic pel seu treball. Pertanyia al grup dels divuit físics («Göttinger Achtzehn») que van declarar el seu rebuig a l'ús de les armes nuclears («Göttinger Erklärung»). Un d'ells va ser Otto Hahn. Weizsäcker es va convertir en membre de la Deutsche Gesellschaft für Friedens-und Konfliktforschung i va començar la fundació de l'Institut Max-Planck a Starnberg, Alemanya, per a la recerca sobre les condicions de vida en un món cientificotècnic. Va ser director d'aquest Institut des del 1970 fins al 1980.
Va ser nomenat membre de l'ordre Pour le mérite for science and arts el 1961.

## Obres
- Zoom Weltbild der Physik, Leipzig 1943 (ISBN 3-7776-1209-X)
- Die Geschichte der Natur, Gotinga 1948 (ISBN 3-7776-1398-3)
- Die Einheit der Natur, München 1971 (ISBN 3-423-33083-X)
- Aufbau der Physik, München 1985 (ISBN 3-446-14142-1)
- Die Zeit drängt, München 1986 (ISBN 3-446-14650-4)
- Die Tragweite der Wissenschaft, Stuttgart 1964/1990 (ISBN 3-7776-1401-7)
- Zeit und Wissen, München 1992 (ISBN 3-446-16367-0), la seva principal obra filosòfica.
- Großi Physiker, München 1999 (ISBN 3-446-18772-3)
- Der begriffliche Aufbau der theoretischen Physik, Stuttgart 2004 (ISBN 3-7776-1256-1)
- Pastore, Giovanni, Antikythera I I Regoli Calcolatori, Rome, 2006, privately published

## Premis
- Medalla Max Planck el 1957
- Premi Goethe el 1958
- Premi de la Pau del Comerç Llibreter Alemany el 1963
- Premi Erasmus el 1969
- Sigmund-Freud-Preis für wissenschaftliche Prosa el 1989
- Premi Templeton el 1989